# Американська винятковість
Америка́нська винятко́вість (англ. American exceptionalism) —  псевдонаукове поняття, світогляд національної винятковості, згідно з яким Сполучені Штати займають особливе місце серед інших народів з точки зору свого національного духу, політичних та релігійних інститутів. Витоки такої позиції йдуть від 1630 року, коли вийшла книга Джона Вінтропа «Модель християнського милосердя», але деякі науковці відносять її походження до Алексиса де Токвіля, який стверджував, що Сполучені Штати зайняли особливе місце серед усіх країн.
Віра в американську винятковість характерніша для консерваторів, ніж для лібералів. Говард Зінн та Ґодфрі Годжсон стверджують, що вона ґрунтується на міфі, і що «зростає кількість відмов від прийняття ідеї винятковості» на національному та міжнародному рівнях. На протилежність цьому, лідер консерваторів Майк Гакабі каже, що «заперечення американської винятковості означає по суті заперечення серця і душі цього народу».
Деякі критики часто порівнюють США з іншими країнами, що затверджували свій винятковий характер або долю. Прикладами останнього часу є Велика Британія часів розквіту Британської імперії, а також СРСР, Франція та нацистська Німеччина. В історії були також інші імперії: Давній Рим, Китай, Іспанська імперія, а також низка малих царств і племен, що претендували на винятковість. В кожному випадку існували підстави, за якими держава проголошувалася винятковою порівняно з іншими країнами, спираючись на обставини, культурні традиції, міфи та самонавіянні національні цілі.